# Rayane Soares da Silva
Rayane Soares da Silva (Caxias, 20 gennaio 1997) è un'atleta paralimpica brasiliana specializzata nelle corse di velocità e classificata T13.

## Biografia
Nel 2019 prende parte ai Giochi parapanamericani di Lima, dove conquista la medaglia d'argento nei 100 metri piani T13. Lo stesso anno è medaglia d'oro nei 400 metri piani T13 e medaglia d'argento nei 200 metri piani T13 ai campionati mondiali paralimpici di Dubai, dove si classifica anche quarta nei 100 metri piani T13.
Ai Giochi paralimpici di Tokyo tenutisi nel 2021, si classifica ottava nei 100 metri piani T13, mentre non riesce a superare le batterie di qualificazione dei 400 metri piani T13. Due anni dopo, ai campionati mondiali paralimpici di Parigi 2023 è medaglia di bronzo nei 400 metri piani T13 e si classifica quarta e quinta rispettivamente nei 200 e 100 metri piani T13.
Nel 2024 partecipa ai campionati mondiali paralimpici di Kobe, conquistando la medaglia d'oro nei 200 metri piani T13, quella d'argento nei 100 metri piani T13 e quella di bronzo nei 400 metri piani T13. A distanza di poco più di quattro mesi prende parte ai Giochi paralimpici di Parigi, dove si laurea campionessa paralimpica dei 400 metri piani T13 con tanto di nuovo record mondiale a 53"55, mentre nei 100 metri piani T13 riceve la medaglia d'argento migliorando il record americano con il tempo di 11"78.

## Record nazionali
- 100 metri piani T13: 11"78  ( Parigi, 3 settembre 2024)
- 400 metri piani T13: 53"55  ( Parigi, 7 settembre 2024)

## Progressione
Statistiche ricavate da paralympic.org/athletics/rankings (al 12 settembre 2024).

### 100 metri piani T13
| Stagione | Tempo | Luogo             | Data       | Rank. Mond. |
| -------- | ----- | ----------------- | ---------- | ----------- |
| 2024     | 11"78 | Parigi            | 3-9-2024   | 2ª          |
| 2023     | 12"19 | Santiago del Cile | 23-11-2023 | 5ª          |
| 2022     | 12"21 | San Paolo         | 1-12-2022  | 2ª          |
| 2021     | 12"20 | San Paolo         | 8-6-2021   | 5ª          |
| 2020     | 13"06 | Brasilia          | 1-2-2020   | 2ª          |
| 2019     | 12"33 | Dubai             | 10-11-2019 | 3ª          |
| 2018     | 12"98 | San Paolo         | 2-6-2018   | 8ª          |

### 200 metri piani T13
| Stagione | Tempo | Luogo     | Data      | Rank. Mond. |
| -------- | ----- | --------- | --------- | ----------- |
| 2024     | 24"89 | Kōbe      | 20-5-2024 | 1ª          |
| 2023     | 25"49 | San Paolo | 15-4-2023 | 3ª          |
| 2019     | 25"37 | San Paolo | 28-9-2019 | 2ª          |
| 2018     | 26"36 | San Paolo | 3-6-2018  | 4ª          |

### 400 metri piani T13
| Stagione | Tempo   | Luogo             | Data       | Rank. Mond. |
| -------- | ------- | ----------------- | ---------- | ----------- |
| 2024     | 53"55   | Parigi            | 7-9-2024   | 1ª          |
| 2023     | 56"31   | Santiago del Cile | 20-11-2023 | 3ª          |
| 2022     | 57"31   | Goiânia           | 5-10-2022  | 1ª          |
| 2021     | 57"89   | San Paolo         | 10-6-2021  | 8ª          |
| 2020     | 1'02"61 | Brasilia          | 1-2-2020   | 4ª          |
| 2019     | 57"30   | Dubai             | 7-11-2019  | 2ª          |
| 2018     | 59"00   | San Paolo         | 26-4-2018  | 4ª          |

## Palmarès
| Anno | Manifestazione                  | Sede   | Evento          | Risultato | Prestazione | Note                                     |
| ---- | ------------------------------- | ------ | --------------- | --------- | ----------- | ---------------------------------------- |
| 2019 | Giochi parapanamericani         | Lima   | 100 m piani T13 | Argento   | 12"48       | Miglior prestazione personale            |
| 2019 | Campionati mondiali paralimpici | Dubai  | 100 m piani T13 | 4ª        | 12"54       |                                          |
| 2019 | Campionati mondiali paralimpici | Dubai  | 200 m piani T13 | Argento   | 25"22       |                                          |
| 2019 | Campionati mondiali paralimpici | Dubai  | 400 m piani T13 | Oro       | 57"30       | Miglior prestazione personale            |
| 2021 | Giochi paralimpici              | Tokyo  | 100 m piani T13 | 8ª        | 12"52       |                                          |
| 2021 | Giochi paralimpici              | Tokyo  | 400 m piani T13 | Batteria  | 59"54       |                                          |
| 2023 | Campionati mondiali paralimpici | Parigi | 100 m piani T13 | 5ª        | 12"70       |                                          |
| 2023 | Campionati mondiali paralimpici | Parigi | 200 m piani T13 | 4ª        | 25"69       |                                          |
| 2023 | Campionati mondiali paralimpici | Parigi | 400 m piani T13 | Bronzo    | 57"90       | Miglior prestazione personale stagionale |
| 2024 | Campionati mondiali paralimpici | Kōbe   | 100 m piani T13 | Argento   | 12"41       |                                          |
| 2024 | Campionati mondiali paralimpici | Kōbe   | 200 m piani T13 | Oro       | 24"89       | Miglior prestazione personale            |
| 2024 | Campionati mondiali paralimpici | Kōbe   | 400 m piani T13 | Bronzo    | 56"78       |                                          |
| 2024 | Giochi paralimpici              | Parigi | 100 m piani T13 | Argento   | 11"78       | Record panamericano                      |
| 2024 | Giochi paralimpici              | Parigi | 400 m piani T13 | Oro       | 53"55       |                                          |